# Elin Silén
Elin Anna Sofia Silén, född Nordin 4 mars 1875 i Sundsvall, död 16 maj 1954, var en svensk författare, lärare och översättare. Bosatt i Nätra i Härnösands stift, där hon var gift med kyrkoherden Paul Daniel Silén och var mor till Sven Silén och Lars Silén.
Såväl hennes egna skrifter som hennes översättningar fokuserad på kristna frågor. Hon finns representerad i Den svenska psalmboken 1986 med översättningen av en psalm (nummer 320).

## Skrifter (urval)
- En banbrytare för kristen odling: Alexander Duff (SKD, 1913)
- Såningsmän på Guds rikes åker: lefnadsteckningar (Svenska kyrkans diakonistyrelses bokförlag, 1915)
- Liv och död: levnadsteckningar av sju hädangångna kvinnliga missionsarbetare (Svenska kyrkans diakonistyrelse i distr., 1918)
- Vägrödjare i Afrikas vildmarker (SKDB, 1920)
- Till Österland: en resebok (SKD, 1923)
- Evangelium enligt Matteus: betraktelser (Diakonistyrelsen, 1932)
- William Carey: den moderna världsmissionens fader (Lindblad, 1934)
  - Norsk översättning: William Carey: den moderne verdensmisjons far (1946)
- Carl Jacob Sandegren: ett hundraårsminne (SKD, 1941)

## Översättningar (urval)
- William James: Människans odödlighet (Geber, 1908)
- Andrew Herbert Gray: Mannen och kvinnan: den sexuella frågan från kristlig synpunkt (1914)
- Harry Emerson Fosdick: Bönen: studier och tankar (Sveriges kristliga studentrörelse, 1919)
- Hans Martensen-Larsen: Om döden och de döda: ett försök (Svenska kyrkans diakonistyrelse, 1925-1927)
- Geoffrey Allen: Kristus segraren (Christ the victorious) (1935)
- John Bunyan: Kristens resa från denna världen till den tillkommande framställd under bilden av en dröm (Pilgrim's progress) (Diakonistyrelsen, 1941)

## Psalmer
- Tänk, när en gång det töcken har försvunnit (1937 nummer 594, 1986 nummer 320) översatt 1920

## Målningar
- "Kvinnan vid Sykars brunn", målad 1911

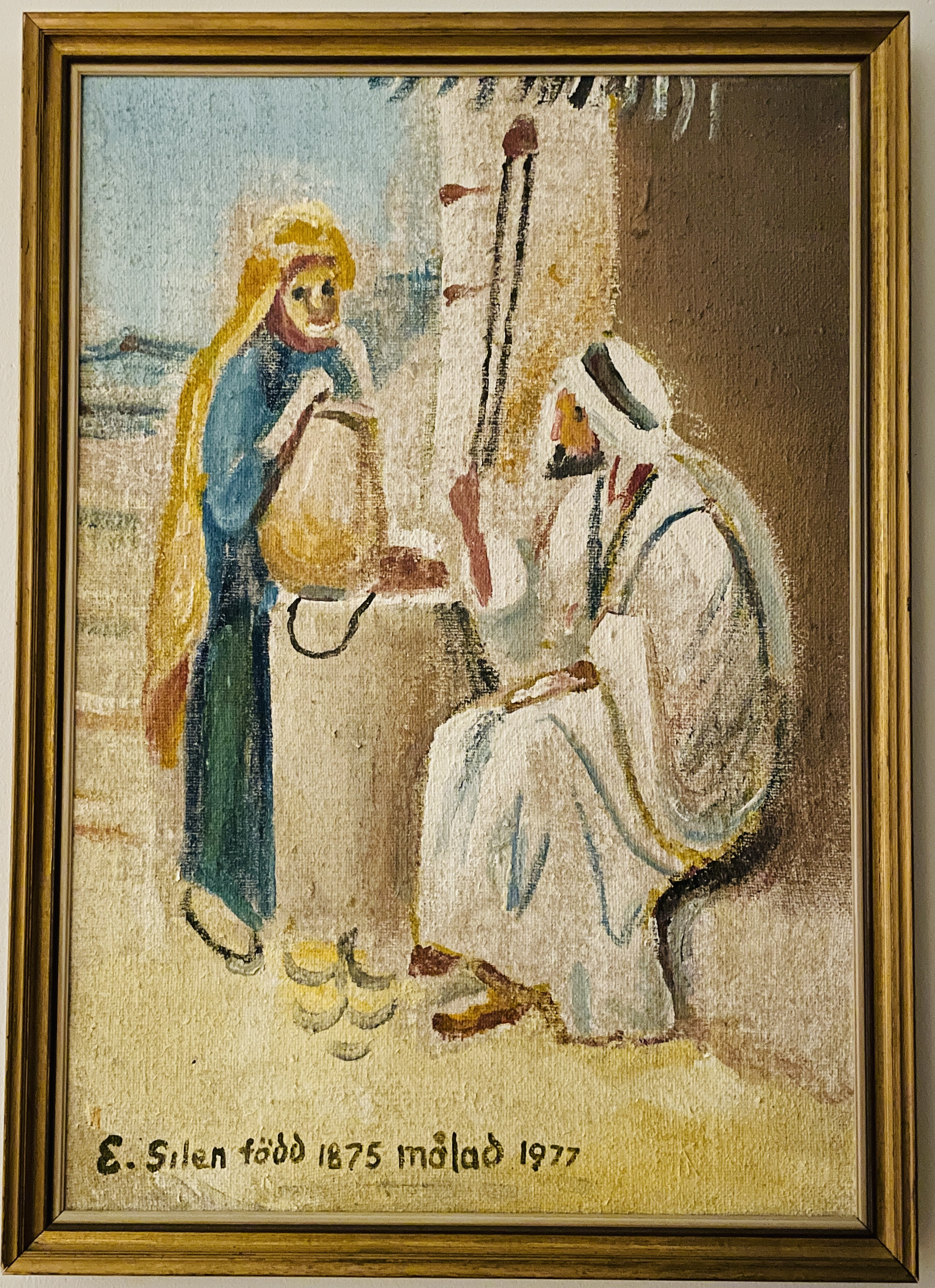